# Донаньи, Ганс фон
Ганс фон Донаньи (нем. Hans von Dohnanyi; 1 января 1902 — 9 апреля 1945) — немецкий юрист, участник заговора против Гитлера. Зять Дитриха Бонхёффера, сын Эрнста фон Донаньи, отец Клауса фон Донаньи и Кристофа фон Донаньи.

## Биография
Родился в Вене в семье пианиста венгерского происхождения. Получив юридическое образование, в мае 1933 стал работать в министерстве юстиции. В 1934 сблизился с Карлом Фридрихом Гёрделером и другими противниками нацизма.
В 1939 перед началом Второй мировой войны генерал Ханс Остер, также принимавший участие в антинацистском подполье, предложил Донаньи работу в Абвере. Будучи ближайшим сотрудником Остера, вместе с ним Донаньи разрабатывал планы антинацистского переворота.
В марте 1943 он принимал участие в неудавшейся попытке покушения на Гитлера вместе с генерал-майором Хеннингом фон Тресковым и лейтенантом Фабианом фон Шлабрендорфом. Через несколько месяцев был арестован гестапо. Впоследствии освобождён, но после Июльского заговора в 1944 вновь арестован и помещён в Моабитскую тюрьму.
Находясь там, он попросил свою жену через родственников - врачей помочь ему заразится дифтерией, надеясь этим избежать ближайшего суда и отсрочить вынесение смертного приговора. Заражение удалось через переданный комок ваты с бациллами. Болезнь протекала тяжело, но почти не повлияла на ход процесса. Донаньи был отправлен в концлагерь Заксенхаузен в гораздо худшие условия, и казнён в Флоссенбюрге в 1945 г.

## Признание
В 2003 году израильский Институт Катастрофы и героизма «Яд ва-Шем» присвоил Гансу фон Донаньи почетное звание «Праведник народов мира» за организацию побега в Швейцарию нескольких семей евреев в Лейпциге во время войны.